# Dirk Lehmann
Dirk Johannes Lehmann (* 16. August 1971 in Aachen) ist ein deutscher Fußballspieler und -trainer. Von 1992 bis 1994 bestritt er in der Bundesliga 18 Spiele und erzielte drei Tore.

## Karriere
Beim Zweitligaabsteiger Alemannia Aachen schaffte Lehmann 1990/91 in der Oberliga Nordrhein den Durchbruch und erreichte mit dem Verein die Vizemeisterschaft. In der Folgesaison kam der junge Stürmer in 29 Einsätzen auf 15 Tore und wechselte 1992 zum 1. FC Köln. In Köln spielte er 18-mal und erzielte drei Tore in der Bundesliga. 
Ohne Angebote aus Deutschland wechselte er nach zwei Jahren in der Bundesliga nach Belgien. Dort spielte er bis 1997 bei Lierse SK und RWD Molenbeek. Dann holte ihn Energie Cottbus zurück nach Deutschland. Bei den Brandenburgern absolvierte er 24 Spiele in der 2. Bundesliga.
Nach einer Saison dort schloss er sich in England dem FC Fulham an. Dort wurde er zum Publikumsliebling, was er sowohl seinen Leistungen auf dem Platz, als auch seiner vermeintlichen Ähnlichkeit zum Pornostar Dirk Diggler zu verdanken hatte.
Nach weiteren Stationen auf der Insel bei Hibernian Edinburgh, Brighton & Hove Albion sowie dem FC Motherwell verschlug es ihn nach Japan. Dort spielte er von 2003 bis Anfang 2004 unter Trainer Pierre Littbarski beim Yokohama FC. Für die Rückrunde 2004 wechselte er zum Zweitligisten SSV Jahn Regensburg, für die er jedoch nur sechs Spiele bestritt.
Noch im selben Sommer wechselte er zum Oberligisten Borussia Freialdenhoven. Dort spielte er acht Jahre lang für die erste Mannschaft des Klubs. In seiner ersten Saison 2004/05 erzielte er 15 Tore für die Borussia, mit der er am Saisonende aus der Oberliga abstieg. Sein Sohn Dennis spielte jahrelang für die 2. Mannschaft, bei der Dirk zwischen 2012 und 2014 als Spielertrainer agierte. Seitdem spielten Vater und Sohn jeweils in der gleichen Mannschaft.
Im Sommer 2014 wechselte Lehmann zum Kreisliga-A-Aufsteiger Alemannia Bourheim und war dort als Spielertrainer tätig. Ursprünglich nur in seiner Funktion als Trainer, wechselte Lehmann in der Nachfolgesaison zu den Sportfreunden Düren in die Landesliga. Zur Saison 2016/17 wechselte er zum Hambacher Spielverein. 
Im Sommer 2020 verließ er den Hambacher Spielverein und wurde Trainer der U17 von Alemannia Aachen in der B-Junioren-Bundesliga Staffel West.

## Statistik
- Bundesliga
  - 18 Spiele; 3 Tore 1. FC Köln
- 2. Bundesliga
  - 24 Spiele; 1 Tor FC Energie Cottbus
  - 6 Spiele; Jahn Regensburg
- UEFA-Cup
  - 1 Spiel; 1. FC Köln
  - 2 Spiele; RWD Molenbeek